# Winter-Universiade 2013/Teilnehmer (Bosnien und Herzegowina)
| Gelbes Symbol für Goldmedaillen mit stilisierten Olympischen Ringen | Graues Symbol für Silbermedaillen mit stilisierten Olympischen Ringen | Braundes Symbol für Bronzemedaillen mit stilisierten Olympischen Ringen |
| ------------------------------------------------------------------- | --------------------------------------------------------------------- | ----------------------------------------------------------------------- |
| —                                                                   | —                                                                     | —                                                                       |

Bosnien und Herzegowina nahm an der Winter-Universiade 2013 im Trentino mit  5 Sportlern in zwei Sportarten teil.

## Teilnehmer nach Sportarten

### Skilanglauf
| Frauen - Tanja Karišik 5 km Freistil: 42. Platz, 14:20.8 | Männer - Nemanja Košarac 10 km Freistil: 81. Platz, 26:58.2 - Stefan Lopatić 10 km Freistil: 92. Platz, 27:32.6 - Mladen Plakalović 10 km Freistil: 87. Platz, 27:17.6 |

### Snowboard
| Männer - Faris Biogradlić Slopestyle: 7. Platz, 71,50 Punkte |